# Dana Vavřačová
Dana Vavřačová, rozená Šafránková (* 25. června 1954, Jablonec nad Nisou) je bývalá československá atletka, jejíž specializací byla sportovní chůze. V současnosti je stále držitelkou českého rekordu v chůzi na 10 000 metrů na dráze (46:41,0 – 26. květen 1990, Bergen). Drží také národní rekord v chůzi na 3 000 m v hale.

## Kariéra

### Začátky
Než se dostala k atletice, věnovala se lyžování. S atletikou začínala v roce 1973 v klubu LIAZ Jablonec nad Nisou.

### Mezinárodní úspěchy
V roce 1985 se zúčastnila prvého ročníku světových halových her (předchůdce halového MS v atletice) v Paříži, kde dokončila chůzi na 3000 metrů na 4. místě. Těsně pod stupni vítězů skončila také na halovém MS 1987 v americkém Indianapolisu.
Na halových mistrovstvích Evropy ženy poprvé absolvovaly chodecký závod na 3000 metrů v roce 1987 v Liévinu, kde skončila Vavřačová čtvrtá. Od bronzové medaile ji dělila jedna sekunda a jedna setina. O rok později zaznamenala na halovém ME v Budapešti nejlepší výsledek ve své kariéře, když vybojovala časem 12:51,08 stříbrnou medaili. Na následujícím halovém evropském šampionátu v nizozemském Haagu obsadila 4. místo. Medaili těsně nezískala ani na halovém ME 1990 ve skotském Glasgowě, kde ji k zisku cenného kovu nestačil ani dosud platný český halový rekord 12:28,76. Bronz vybojovala Annarita Sidotiová z Itálie, která se později v témže roce stala ve Splitu mistryní Evropy v chůzi na 10 km. Italka byla v cíli o 82 setin rychleji.
Pod širým nebem dosáhla nejlepšího umístění na světovém šampionátu v Římě v roce 1987, kde dokončila chodecký závod na 10 km na 10. místě (46:10). Reprezentovala také na Mistrovství Evropy v atletice 1986 ve Stuttgartu, kde obsadila výkonem 48:46 desáté místo.